# Thymoma
A timoma a thymus hámsejtjeiből kiinduló daganat, amelyet ritka, általában jóindulatú daganatnak tekintenek. A timómák gyakran társulnak a neuromuszkuláris rendellenességekkel, mint például a myasthenia gravis ;  thymoma a myasthenia gravisban szenvedő betegek 20% -ában található meg.  A diagnózis felállítása után, a timómákat műtéti úton eltávolíthatják. Rosszindulatú daganat ritka eseteiben kemoterápia alkalmazható.

## Jelei és tünetei
A timómában szenvedő betegek egyharmadának vannak a daganat nagy tömege miatt összenyomódott szervek okozta tünetei. Ezek a  superior vena cava szindróma, dysphagia (nyelési nehézség), köhögés vagy mellkasi fájdalom. 
A betegek egyharmadánál fedezik fel daganataikat, mivel a kórképükhöz "járó" autoimmun rendellenességük van. Mint korábban említettem, ezek közül a leggyakoribb a myasthenia gravis (MG); Az MG-s betegek 15-20% -ának van thymoma, és fordítva, a thymomában szenvedő betegek 25-40% -ának van MG-je. További társult autoimmun állapotok közé tartozik a thymomával társult multiorganikus autoimmunitás, a tiszta vörösvértest aplasia és a Good szindróma (kombinált immunhiányos és hypogammaglobulinemiás thymoma). Egyéb jelentett betegség-társulások akut pericarditis, agranulocytosis, alopecia areata, fekélyes vastagbélgyulladás, Cushing-kór, hemolitikus vérszegénység, limbikus encephalopathia, myocarditis, nephroticus szindróma, panhypopituitarismus, károsító anaemia, polymyositis, rheumatoid arthritis, sarcoidosis, scleroticus, sclerotodorma, sclerotodorma, sclerotodopoma szindróma, szisztémás lupus erythematosus és thyreoiditis. 
A timómában szenvedő személyek nagyjából 40%-ának nincsenek tünetei, és az elváltozást egy mellkas röntgen- vagy CT / CAT vizsgálat segítségével azonosítják, úgy, hogy adott esetben a timoma gyanúja fel sem merül.
Thymocytákból származik, ezek epithelialis sejt populáció a csecsemőmirigyben, és számos mikroszkopikus altípus már elismert. A timómának három fő szövettani típusa van, a sejtek mikroszkópos megjelenésétől függően:
- A típus, ha a hámsejtek ovális vagy fusiform alakúak (kevesebb limfocita szám);
- B típus, ha hámsejtjük van (a B típusnak három altípusa van: B1 (limfocitában gazdag), B2 (kérgi) és B3 (hám). ); [3]
- AB típus, ha a daganat mindkét sejttípus kombinációját tartalmazza.

A thymikus kortikális hámsejtekben bőséges a citoplazma, a vezikuláris mag finom eloszlású kromatinnal, valamint a kis sejtmagok és a citoplazmatikus szálak érintkeznek a szomszédos sejtekkel. A thymikus medulláris hámsejtek ezzel ellentétben orsó alakúak, ovális sűrű maggal és kevés citoplazmás timómával, ha kevésbé jóindulatúak.

## Diagnózis

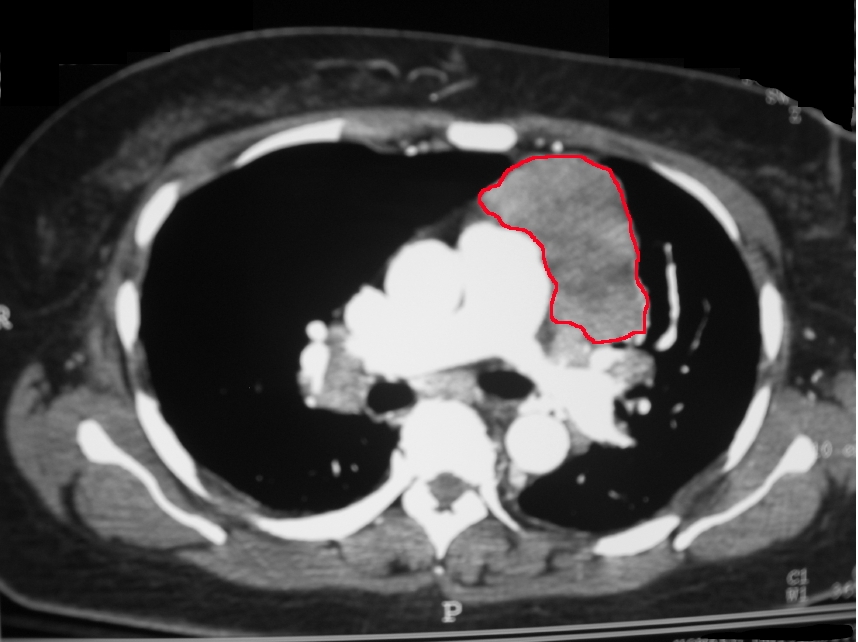
A mellkas CT-vizsgálata nagy nekrotikus tömeget mutat a bal elülső mediastinumban (amelyet piros vonal jelez). A szövettan később megállapította a thymoma diagnózisát.

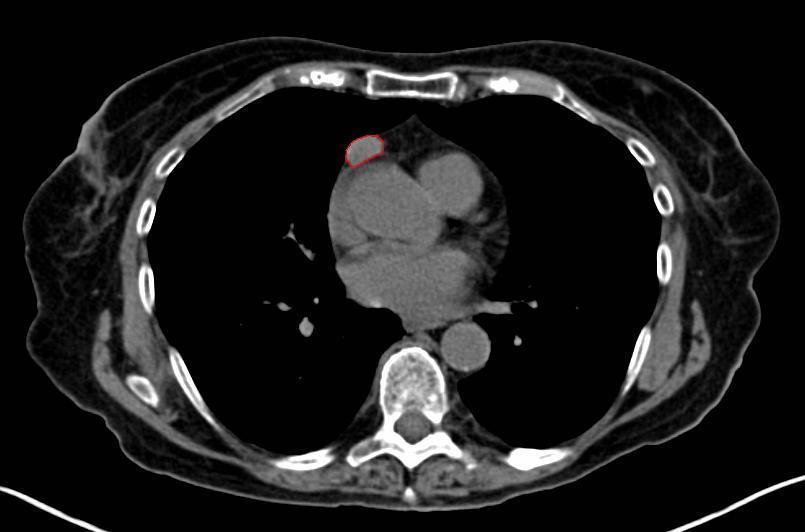
A mellkas CT-vizsgálatának másik axiális szelete, amely egy kis thymomát mutat a szív előtt (piros vonallal jelölve).

Thymoma gyanúja esetén általában CT / CAT vizsgálatot végeznek a daganat méretének és kiterjedésének becsléséhez, és az elváltozásról CT-vezérelt tűbiopsziával mintát vesznek. A CT-vizsgálatok megnövekedett vaszkuláris fokozása rosszindulatú daganatra utalhat, akárcsak a pleurális lerakódások.  Korlátozott  biopsziák a pneumomediastinum vagy a mediastinitis nagyon kicsi kockázatával és a szív vagy a nagy erek károsodásának még alacsonyabb kockázatával járnak. Néha a timoma áttétet képez, például a gyomorban. 
A diagnózist szövettani vizsgálattal állítja fel egy patológus, miután tömeges szövetmintát nyert. A tumor végső osztályzása és stádiumának megállapítása csak ezután következik, néha a thymectomia után.
A kiválasztott laboratóriumi vizsgálatokkal követni lehet a kórkép kapcsán felmerülő problémákat,vagy a tumor lehetséges terjedését. Ezek a következők: teljes vérkép, fehérje elektroforézis, az acetilkolin receptor antitestei (ami a myasthenia gravis jele), elektrolitok, májenzimek és a vesefunkció. 

### Stádium
A Masaoka-skálát széles körben használják, és a betegség anatómiai kiterjedésén alapszik a műtét idején: 
- I: Teljesen be van zárva
- IIA: Mikroszkópos invázió a kapszulán keresztül a környező zsírszövetbe
- IIB: Makroszkopikus invázió a kapszulába
- III: Makroszkopikus invázió a szomszédos szervekbe
- IVA: Pleurális vagy pericardialis implantátumok
- IVB: Limfogén vagy hematogén metasztázis a távoli (extrathoracalis) helyekre

## Kezelés
A műtét a thymoma kezelésének fő alappillére. Ha a tumor látszólag invazív és nagy, akkor a műtét megkísérlése előtt preoperatív (neoadjuváns) kemoterápia és / vagy sugárterápia alkalmazható a méret csökkentése és a reszekcióképesség javítása érdekében. Amikor a daganat korai stádiumú (Masaoka I-IIB), további terápia nem szükséges. A thymus eltávolítása felnőtteknél nem okoz immunhiányt, de gyermekeknél a posztoperatív immunitás kóros lehet. Az invazív thymomák további sugárkezelést és kemoterápiát (ciklofoszfamid, doxorubicin és ciszplatin) igényelhetnek. . A thymoma megismétlődését az esetek 10-30% -ában írják le a műtéti reszekciót követő 10 évig, és az esetek többségében a pleurális kiújulások is eltávolíthatók. A közelmúltban a pleurális kiújulások műtéti eltávolítását hipertermikus intratorakális perfúziós kemoterápia vagy intratorakális hipertermikus perfúziós kemoterápia (ITH) követheti.

## Prognózis
A prognózis sokkal rosszabb a III. Vagy IV. Stádiumú timómák esetében, összehasonlítva az I. és II. Stádiumú daganatokkal. Az invazív thymomák ritkán metasztázisokat is okozhatnak, általában az pleura, a csontok, a máj vagy az agy felé az esetek körülbelül 7% -ában.  Egy tanulmány megállapította, hogy a megfigyelt III és IV stádiumú betegek valamivel több mint 40% -a túlélte a diagnózist követő -minimum- 10 évet. Ezen betegek átlagos életkora a thymoma diagnózisakor 57 év volt. 
A thymoma miatt thymectomián átesett betegekesetén a sárgaláz elleni védőoltás beadása után súlyos mellékhatások léphetnek fel. Ezt valószínűleg a vakcinára adott nem megfelelő T-sejt-válasz okozza. Ennek kapcsán halálesetekről is számoltak be.. 

## Epidemiológia
A férfiakat és nőket is egyaránt érinti a thymoma. A diagnóziskor az átlagos életkor életkora 30–40 év, bár eseteket minden korcsoportban leírtak, beleértve a gyermekeket is. 

## Képtár

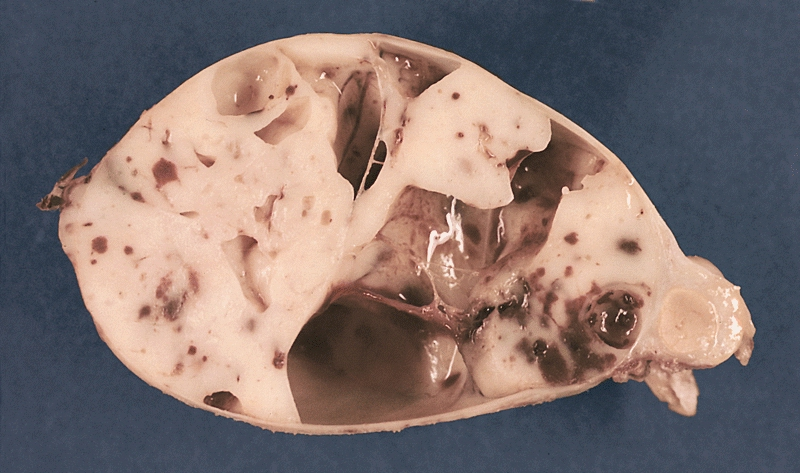
Kapszulázott cisztás thymoma.
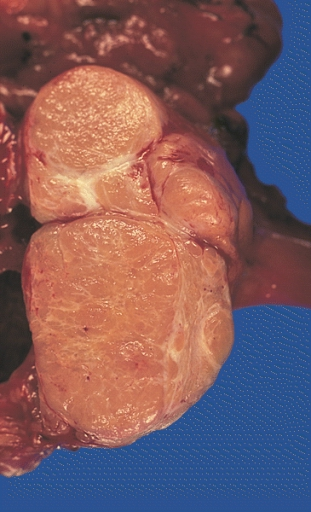
Lokálisan invazív körülírt thymoma (vegyes limfocita és epithelium, kevert sokszög és orsó).
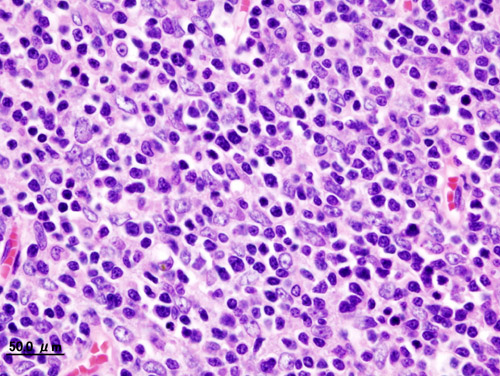
A B1 típusú thymoma szövettani képe. Az elülső mediastinalis tömeget műtéti úton kivágták. Hematoxilin és eozin festék.
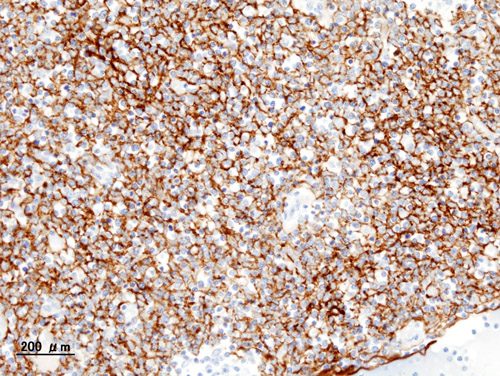
A B1 típusú thymoma szövettani képe. Az elülső mediastinalis tömeget műtéti úton kivágták. Cytokeratin CAM5.2 immunfesték.
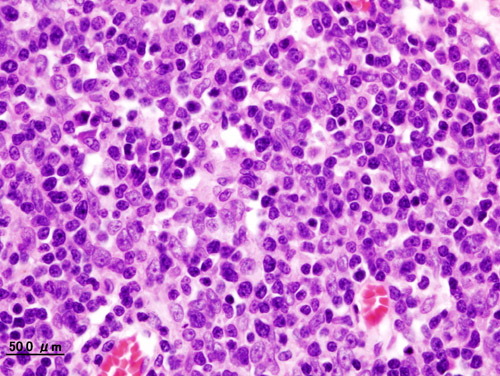
Szövettani kép, amely egy nem invazív B1 típusú timómát ábrázol, műtéti úton kivágva. Hematoxilin és eozin.
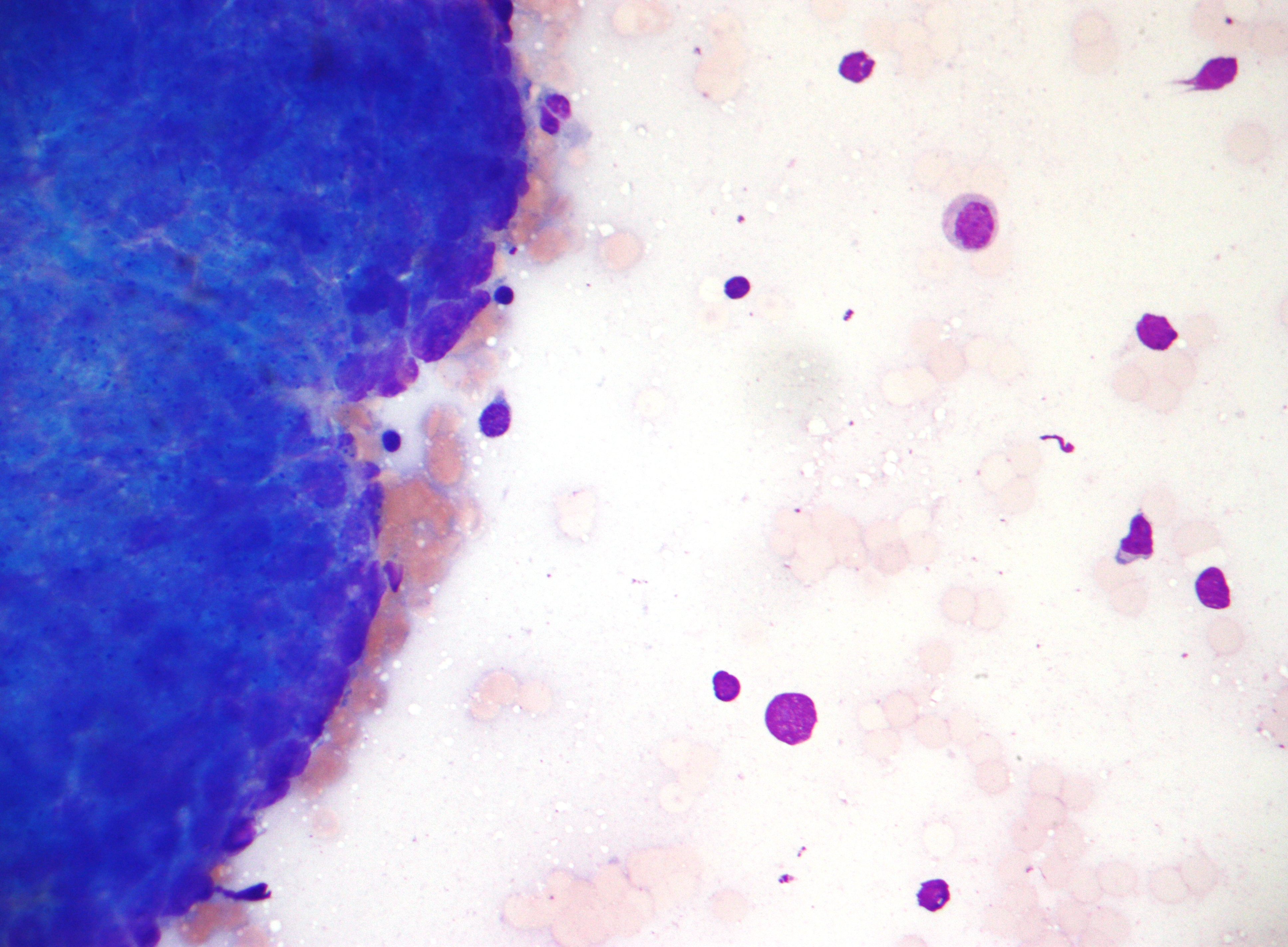
Thymoma. FNA minta. Terepi folt.

## Lásd még
- Mediastinalis daganat